# Чемпионат Хорватии по волейболу среди мужчин
Чемпионат Хорватии по волейболу среди мужчин — ежегодное соревнование мужских волейбольных команд Хорватии. Проводится с сезона 1991/92.
Соревнования проходят в пяти дивизионах — суперлиге, первой лиге, 1-й, 2-й и 3-й лигах. Организатором чемпионатов является Хорватская волейбольная федерация.

## Формула соревнований (суперлига)
Чемпионат 2024/25 в Суперлиге включал два этапа — предварительный и плей-офф. На предварительной стадии команды играли в два круга. 6 лучших вышли в плей-офф (1-я и 2-я команды — напрямую в полуфинал) и далее по системе с выбыванием определили финалистов, которые разыграли первенство. Серии матчей плей-офф проводились до двух (в четвертьфинале и полуфинале) и до трёх (в финале) побед одного из соперников.
За победы со счётом 3:0 и 3:1 команды получают 3 очка, 3:2 — 2 очка, за поражение со счётом 2:3 — 1 очко, 0:3 и 1:3 — 0 очков.
В чемпионате 2024/25 в суперлиге участвовали 10 команд: «Младост» (Загреб), «Рибола Каштела» (Каштел Лукшич), «Мурса» (Осиек), «Центрометал» (Неделище), «Марсония» (Славонски Брод), «Риека», «Кратис» (Вараждин), «Ровинь», «Сисак», «Сплит». Чемпионский титул выиграла «Мурса», победившая в финальной серии «Младост» 3-1 (3:1, 3:1, 2:3, 3:2). 3-е место заняла «Рибола Каштела».

## Чемпионы
- 1992 «Младост» Загреб
- 1993 «Младост» Загреб
- 1994 «Младост» Загреб
- 1995 «Младост» Загреб
- 1996 «Младост» Загреб
- 1997 «Младост» Загреб
- 1998 «Младост» Загреб
- 1999 «Младост» Загреб
- 2000 «Младост» Загреб
- 2001 «Младост» Загреб
- 2002 «Младост» Загреб
- 2003 «Младост» Загреб
- 2004 «Вараждин»
- 2005 «Вараждин»
- 2006 «Младост» Загреб
- 2007 «Младост» Загреб
- 2008 «Младост» Загреб
- 2009 «Загреб»
- 2010 «Младост» Загреб
- 2011 «Младост» Загреб
- 2012 «Младост-Каштела» Каштел Лукшич
- 2013 «Младост-Каштела» Каштел Лукшич
- 2014 «Младост-Каштела» Каштел Лукшич
- 2015 «Младост-Каштела» Каштел Лукшич
- 2016 «Младост-Каштела» Каштел Лукшич
- 2017 «Младост-Каштела» Каштел Лукшич
- 2018 «Младост» Загреб
- 2019 «Младост» Загреб
- 2020 «Младост-Рибола-Каштела» Каштел Лукшич
- 2021 «Младост» Загреб
- 2022 «Младост» Загреб
- 2023 «Младост» Загреб
- 2024 «Младост» Загреб
- 2025 «Мурса» Осиек